# توماس بينز
توماس بينز(بالإنجليزية: Thomas Baines)‏: (جون) توماس بينز (27 نوفمبر 1820 - 8 مايو 1875) كان فناناً إنجليزياً ومستكشف بريطاني لمستعمرات بريطانيا في جنوب أفريقيا وأستراليا . ولد في منطقة تُسمى لين الملك في نورفولك، كان بينز يتدرب على الرسم في سن مبكرة. وعندما كان في ال22 غادر إنجلترا لجنوب أفريقيا على متن «أوليفيا» (كان قائدها صديق للعائلة وهو وليام Roome) وعمل لفترة من الوقت في كيب تاون كفنان للصور ذات المناظر الخلابة، ورسام الحرب الرسمي خلال ما يسمى الحرب الحدودية الثامنة للجيش البريطاني.

## روابط خارجية
- توماس بينز على موقع الموسوعة البريطانية (الإنجليزية)